# Tyet
|  | «Tyets» redirigeix aquí. Si cerqueu el grup de música català, vegeu «The Tyets». |

El tyet (tyt, tet o tjet), també conegut com a nus d'Isis o sang d'Isis, és un antic símbol egipci de la dea Isis. Com a jeroglífic, representava l'amulet tyet i el so fonètic «s». Apareix en la llista de Gardinier (V) amb el codi V39.
En molts aspectes, s'assembla a l'ankh, excepte que els seus «braços» estan corbats cap avall. El seu significat és també una reminiscència de l'ankh, ja que es tradueix sovint com «benestar» o «vida». Sembla que és anomenat el «nus d'Isis» perquè s'assembla a un nus utilitzat per a cenyir la roba que portaven els déus egipcis.
El significat com a «sang d'Isis» és més fosc, si bé és cert que es feia servir sovint com a amulet funerari fet amb pedra vermella (normalment, jaspi vermell o cornalina) o vidre vermell. En altres casos, s'hi podia utilitzar el color blau, com en la tomba de Tutankamon, o amb el color groguenc de la fusta del sicòmor. També podria tractar-se que el tyet representés el flux menstrual de la sang del ventre d'Isis i posseís propietats màgiques. En algunes ocasions, se li arriba a designar com el «cenyidor d'Isis», ja que el nus constitueix una mena de vestit, amb la part central i les peces laterals formant un estilitzat cenyidor.
El tyet, probablement, data del període predinàstic d'Egipte i va ser un símbol popular decoratiu en la dinastia III (Imperi Antic), en què sol aparèixer al costat de l'ankh i el pilar dyed. En aquest període, el símbol es combinava de vegades amb la cara dels déus Bata o Athor com a símbol del seu culte. Durant l'Imperi Nou, el símbol es va associar clarament amb la força i la màgia d'Isis («senyora de la màgia»), ja que va ser utilitzant els nodes d'un cordó, com Isis va reviure Osiris, segons s'esmenta en els Textos de les piràmides:
«Isis i Neftis han utilitzat la seva màgia en tu amb els nusos d'un cordó, a la ciutat de Sais…»
Causa de la seva freqüent associació amb el pilar dyed, associat amb el seu marit Osiris, el dyed pot haver representat el poder masculí, mentre que el tyet representaria el poder femení, una manera d'expressar la naturalesa dual de la vida. El símbol es va vincular també a Neftis, per la seva relació amb els enterraments i la resurrecció. Des del Tercer Període Intermedi, es representava sovint en estàtues penjant d'una corretja.
És mencionat en el capítol 156 del Llibre dels Morts amb un sentit de protecció:
«Posseeix la seva sang, Isis, posseeix el seu poder, Isis, posseeix la seva màgia, Isis. L'amulet és una protecció per a aquest Únic Gran Ésser, que portarà fora qualsevol que pogués realitzar un acte contra ell.»
En tots aquests casos, sembla representar idees de resurrecció i de vida eterna. L'amulet es lligava al coll del difunt o es posava sobre el pit de les mòmies.

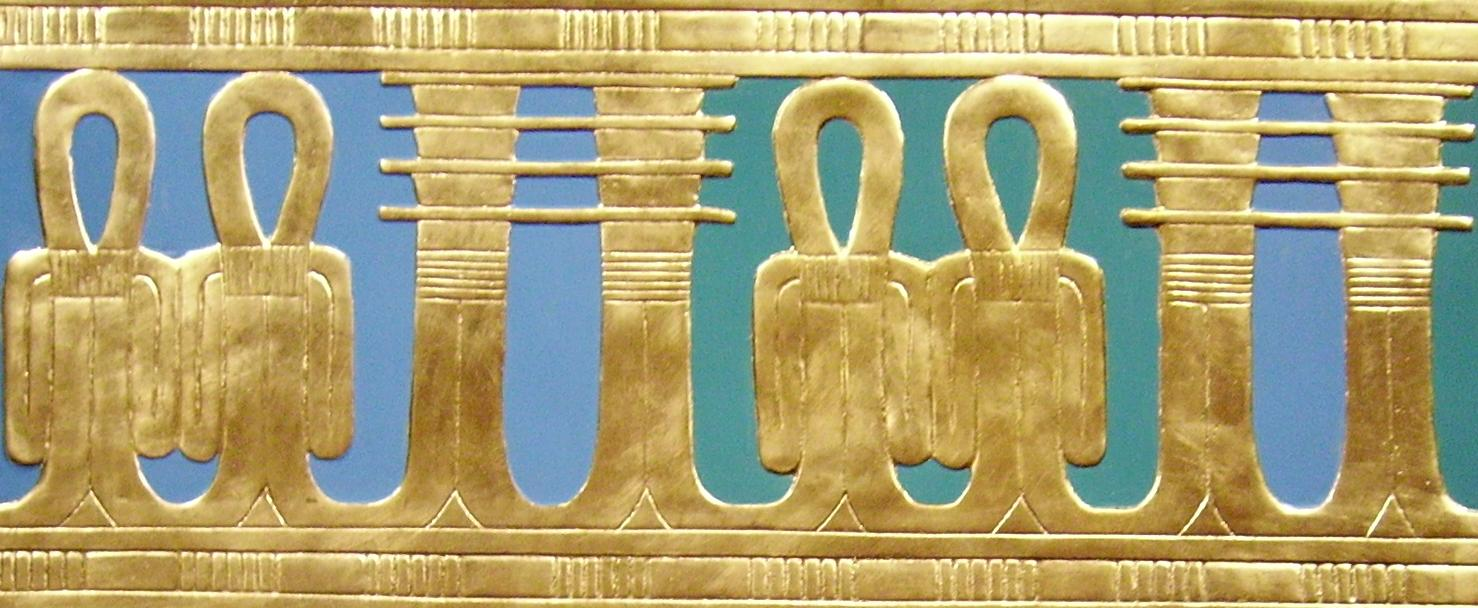
Decoració de tyet i dyed en el tabernacle trobat a la tomba de Tutankamon

El tyet era comunament utilitzat per a decorar parets i columnes dels temples egipcis i solia anar acompanyat del dyed i en algunes ocasions, de l'ankh. El símbol també apareixia en nombrosos elements relacionats amb l'enterrament, com sarcòfags, tabernacles i santuaris. Només ocasionalment apareix com una dea personificada portant un vestit nuat. També va ser utilitzat com a emblema del càrrec del jerepah (el majordom de palau).